# Čuangština
Čuangština (čuangšsky Linxcuengh nebo Vahcuengh) je tajsko-kadajský jazyk etnika Čuangů v jižní Číně, převážně v autonomní oblasti Kuang-si kde je oficiálním jazykem. Přesto však její používání rychle klesá kvůli asimilaci Čuangů Číňany.
Standardizovaná čuangština je založena na dialektu okresu Wu-ming (武鸣县). Bývá k ní přiřazován také jazyk Pu-jie-i rozšířený v pohraničí provincie Kuej-čou jež se od čuangštiny mírně liší.
Čuangština je tónový jazyk.

## Systém zápisu
Původně byly pro zápis čuangštiny používány logogramy jazyka Chan přizpůsobené tomuto jazyku více než tisíciletým používáním. V roce 1957 po standardizaci jazyka byla pro její zápis uvedena latinka se speciálními znaky. Ty mluvnická reforma v roce 1986 nahradila běžnými písmeny latinské abecedy.

## Příklady

### Číslovky
| Čuangsky     | Česky |
| it           | jeden |
| ngeih / song | dva   |
| sam          | tři   |
| seiq         | čtyři |
| haj          | pět   |
| loek         | šest  |
| caet         | sedm  |
| bet          | osm   |
| giuj         | devět |
| cib          | deset |

## Vzorový text

### Všeobecná deklarace lidských práv
| čuangsky | Boux boux ma daengz lajmbwn couh miz cwyouz, cinhyenz caeuq genzli bouxboux Bingzdaengj. Gyoengq vunz miz lijsing caeuq liengzsim, wngdang daih gyoengq de lumj beixnuengx ityiengh. |
| česky    | Všichni lidé se rodí svobodní a sobě rovní co do důstojnosti a práv. Jsou nadáni rozumem a svědomím a mají spolu jednat v duchu bratrství.                                           |